# Edith Soterius von Sachsenheim

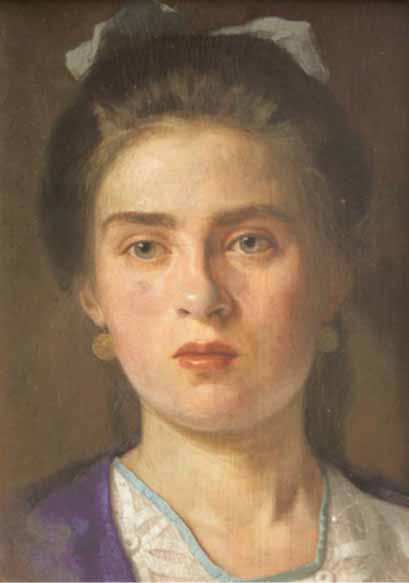
Edith Soterius von Sachsenheim Porträt von Arthur Coulin, 1907

Edith Jeanette Soterius von Sachsenheim (* 26. Dezember 1887 in Marienburg, Österreich-Ungarn; † 4. Januar 1970 in London, Vereinigtes Königreich) war eine siebenbürgisch-sächsische Malerin.

## Leben
Sie wurde am 26. Dezember 1887 in Marienburg (heutiges Feldioara) geboren, als Tochter von Arthur Soterius von Sachsenheim (aus der siebenbürgisch-sächsischen Adelsfamilie Soterius von Sachsenheim) und Wilhelmina, geborene Gust. Schon früh zeigte sie künstlerisches Talent in der Malerei, und ihre Eltern unterstützen ihren Wunsch, eine Karriere in diesem Feld zu verfolgen. Nachdem sie einen zweijährigen Kurs (1903–04) an der Kunsthochschule von Hermannstadt abgeschlossen hatte, bewegte ihr Vater sie dazu, bei Verwandten in England zu wohnen, wo sie ein Jahr (1904–05) damit verbrachte, Englischunterricht zu nehmen, gefolgt von Klavier- und Kunststunden. Die Nationalgalerie erlaubte ihr, Museumsarbeiten zu kopieren, und dort entwickelte sie Interesse an Turners Aquarellen, ein sichtbarer Einfluss in ihren frühen Werken sowie in einer späteren Zeit ab 1948. Im Juli 1905 wurde Edith die Note „ausgezeichnet“ bei einer Klavierprüfung am London College of Music verliehen.

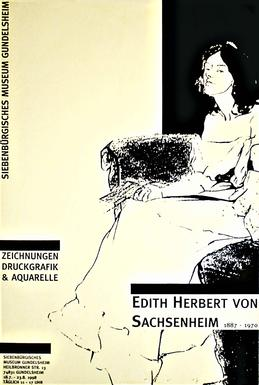
Poster der Ausstellung von 1998 im Siebenbürgischen Museum, mit der Zeichnung von Eleanor Garrett-Ward

1907 entschied ihr Vater, dass sie ihr Studium in München fortsetzen sollte, wo sie sich an der Akademie der bildenden Künste einschrieb und ein Interesse an Porträt- und Anatomiekunst entwickelte. Ein Jahr später begann sie, die Künstlerkreise von Moritz Heymann zu besuchen, wo sie Künstler traf, die eine enge Affinität zur Jugendgruppe zeigten. Ediths Werke aus dieser Zeit, z. B. „Sitzender Halbakt“ oder das Porträt ihrer Freundin Eleanor Garrett-Ward, spiegeln ihre Ambition wider, die veralteten künstlerischen Auffassungen der Akademie zu überwinden. In diesen Gemälden, wie in allen ihrer anderen Werke dieser kreativen Zeit, erscheinen elegante, geschwungene Linien und die dekorativen, großflächigen Einfärbungen des Jugendstils. Sie verbrachte drei Jahre in München, abgesehen von ihrer gelegentlichen Heimkehr an Feiertagen. 1911 kehrte Edith nach Siebenbürgen zurück, wo sie ihre erste Ausstellung in den Brașov Galerien organisierte.
1912 heiratete sie Franz Herfurth; gemeinsam zogen sie nach Österreich, wo sie den Ersten Weltkrieg verbrachten. 1918 zog sie zurück nach Brașov. Sie wurde Mutter dreier Kinder – Editha, Günther und Eva – und die Familienpflichten grenzten, wie bei vielen Frauen in der Kunst, ihr künstlerisches Streben eine Zeit lang ein. Die Ehe hielt nicht; 1926 ließen sie sich scheiden und im nächsten Jahr heiratete sie ihren Kindheitsfreund, Professor Ludwig Herbert. Er förderte jedoch auch nicht ihre künstlerische Arbeit und so folgte Edith ihren Mutterpflichten und arbeitete nebenbei als Englischlehrerin. Ludwig verstarb im Jahre 1936 an einem Herzanfall im Alter von 51 Jahren.

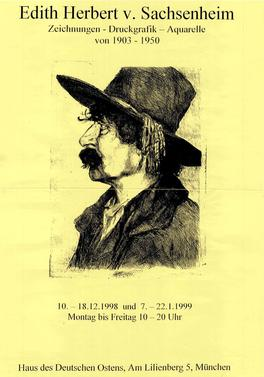
Poster der Ausstellung von 1999 im Haus des Deutschen Ostens, mit der Zeichnung Italian Man With A Hat

Nach diesem schmerzlichen Vorfall zog Edith nach Süddeutschland, um ihren Töchtern, die dort lebten, nahe zu sein. Sie verbrachte außerdem einige Zeit in Polen, doch kam für den Rest des Zweiten Weltkriegs nach Süddeutschland zurück. Sie malte so oft sie konnte und fertigte hauptsächlich Aquarelle der Orte an, wo sie wohnte und die sie besuchte. Dies führte zu einer neuen Phase ihrer Kunstwerke; sie gab den Modernismus komplett auf und beschränkte sich auf eine streng objektive, realistische Darstellung ihres Gegenstands. Bis 1946 unterrichtete sie Kunst an verschiedenen Schulen und malte in ihrer Freizeit. Im Januar 1946 verstarb ihr Sohn Günther und im August desselben Jahres zog sie mit ihrer ältesten Tochter nach Graz, Österreich. 1948 folgte eine weitere kreative Phase, als sie eine Reihe von Aquarellen in Graz und auf einem Besuch nach Zürich anfertigte. Diese Werke sind zu einem gewissen Grad durch ihre frühe Begegnung mit Turners Kunst beeinflusst. 1952 gewann ein Landschaftsaquarell den silbernen Preis in der „Foyles Bookshop International Artists Competition“.
1955 zog sie nach London, England, um dort mit ihrer Tochter Eva zu leben. Sie zeichnete Porträts (u. a. von der Familie ihrer Tochter) und malte hauptsächlich Rosen. 1957 reichte Edith die Zeichnung „A little girl from Krakow“ an der Royal Society of Portrait Painters ein und stellte sie aus. Die Ausstellung zog durchs ganze Land.
Edith verstarb 1970 im Alter von 83 Jahren. Zu ihren Lebzeiten erstellte sie über 200 Gemälde, Zeichnungen und Lithographien, die sich nun in mehreren Museen oder im Besitz von Freunden und Verwandten in ganz Europa befinden. 1998 veranstaltete das Siebenbürgische Museum in Gundelsheim, eine retrospektive Ausstellung und kaufte 50 ihrer Gemälde, von denen einige dauerhaft im Museum ausgestellt sind. 1999 wurde die Gundelsheim-Sammlung auch in München im Haus des Deutschen Ostens ausgestellt. 2001 kaufte das Heeresgeschichtliche Museum Wien drei Porträts von Offizieren aus dem Ersten Weltkrieg, um sie dort zur Schau zu stellen.

## Zeitgenossen der Kunst und Freunde
- Arthur Coulin: Ein Freund aus Sibiu. 1907 malte er ein Ölgemälde von Edith in Sibiu, als sie 19 Jahre alt war. Das Porträt befindet sich im Siebenbürgischen Museum.[1]
- Ernst Honigberger: Ein Freund aus Sibiu, der ebenfalls in München studierte. 1908 fertigte er eine Bleistiftzeichnung von Edith im Alter von 20 Jahren an.  Diese befindet sich nun im Museum von Gundelsheim.
- Robert Wellman: Ein Freund aus Sibiu. Er wurde ein Freund der Familie und malte ein Porträt von Ediths Vater Arthur Soterius von Sachsenheim. Dieses befindet sich im Familienhaus in London, England.
- Trude Schullerus: Eine Freundin aus Sibiu, die ebenfalls in München studierte. Sie war auf Lebenszeit eine Freundin der Familie.